# Aporus
Aporus  (лат.) — род дорожных ос (Pompilidae).

## Распространение
Для СССР ранее указывалось около 3 видов. 5 видов в Европе.

## Описание
Охотятся и откладывают яйца на пауков, которых парализуют с помощью жала. Личинки эктопаразитоиды пауков. Основание усиков расположено ближе к наличнику, чем к глазку. Коготки равномерно изогнутые. Вершина средней и задней голеней помимо шпор несёт шипы разной длины. Верх задних бедер с 1-5 предвершинными короткими прижатыми шипиками.

## Классификация
- Подрод Aporus Spinola, 1808
  - Aporus andradei Wolf, 1970
  - Aporus bicolor Spinola, 1808
  - Aporus pollux (Kohl, 1888)
  - Aporus unicolor Spinola, 1808
- Подрод Planiceps (Latreille, 1809)
  - Aporus planiceps (Latreille, 1809)